# Konrád z Marburku
Konrád z Marburku, německy Konrad von Marburg (kolem 1180-90 – 30. června 1233), současníky nazývaný Mistr, byl středověký inkvizitor. Papežem Inocencem III. byl pověřen bojovat s heretiky. Byl znám svými extrémními metodami, které patrně byly i důvodem jeho brzké smrti.

## Život

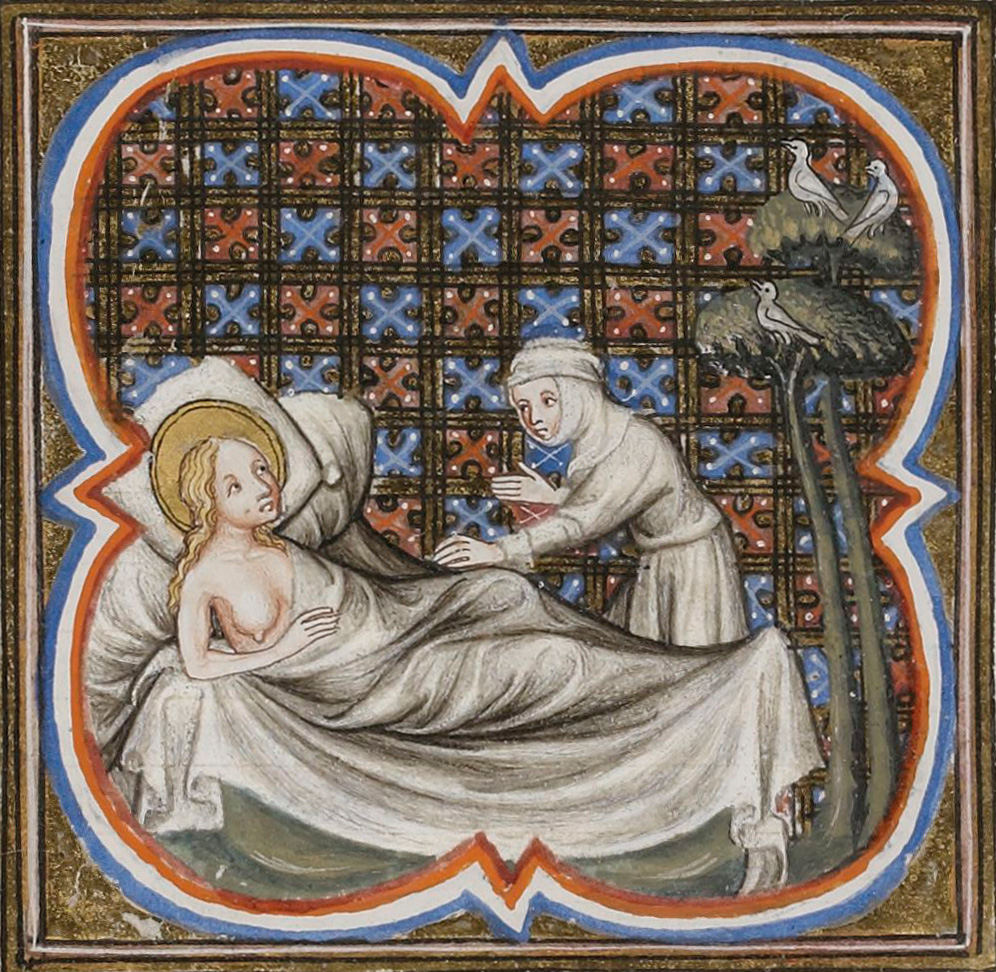
Smrt Alžběty Durynské (francouzská miniatura)

Konrádovo mládí není příliš dobře známo. V soudobých církevních pramenech je popisován jako vysoce schopný muž, kterému se patrně dostalo univerzitního vzdělání v Paříži nebo v Bologni. Byl pověstný svým asketickým způsobem života a horlivostí při obraně církve. Dlouho se předpokládalo, že byl příslušníkem dominikánského řádu, moderní studie to však nepotvrzují. Již od mládí se převážně věnoval potlačování hereze v církvi a podílel se i na křížové výpravě proti albigenským v jižní Francii v letech 1208 až 1209. Papež Inocenc III., který křížovou výpravu vyhlásil, byl jedním z Konrádových raných podporovatelů.
Po úmrtí papeže Inocence (18. června 1216) byl jeho nástupcem Honoriem III. pověřen řadou úkolů vyžadujících diplomatický talent. Při jejich plnění se dostal do přízně durynského lankraběte Ludvíka IV. a na jeho dvoře získal velký vliv. Stal se zpovědníkem a náboženským rádcem jeho manželky Alžběty Durynské. Zacházel však s ní se stejnou tvrdostí, kterou uplatňoval sám na sebe. Jako pokání údajně používal tělesné tresty a bití a donutil ji i k odloučení od jejích tří dětí. 17. listopadu 1231 Alžběta zemřela. Vzhledem k jejím mimořádným skutkům milosrdenství, byl záhy zahájen proces jejího svatořečení a Konrád byl pověřen prozkoumáním svědectví o jejím životě a zázracích. Pro účely kanonizace sepsal i její životopis.
V následujících letech působil jako papežský inkvizitor pro oblast Durynska a Hesenska. Proslul zejména svým fanatickým bojem proti herezi v církvi, která se v té době šířila celou Evropou. Konkrétně šlo zejména o katarské hnutí a valdenství. Prvním proces, ve kterém hrál Konrád rozhodující roli, byl namířen proti Heinrichu Minnikemu, proboštovi z Goslaru. Proces trval dva roky a Minnike byl shledán vinným, předán světské moci a upálen na hranici v roce 1227. Následovala celá řada podobných procesů a Konrád si za tuto činnost vysloužil mimořádné ocenění od arcibiskupů z Trevíru a Mohuče i samotného papeže Řehoře IX. Ten rozšířil Konrádovu působnost na celé Německo a udělil mu výsadu ignorovat při potírání hereze jakékoliv standardní církevní postupy. Podle mnoha zdrojů zpráva, že přijíždí Konrád z Marburku, vyvolávala zděšení a paniku.
Konrád si při vyšetřování počínal s mimořádnou krutostí a za použití mučení. Jeho asistenti Konrád Dorso, dominikánský laický bratr, a Jednooký Jan, naprostý laik, který tvrdil, že je svým jediným okem schopen rozeznávat kacíře a čarodějnice, byli nevzdělaní fanatici se zřejmě sadistickými sklony. Pokud obviněný z hereze přiznal svou vinu a kál se, pak měl ještě šanci vyváznout pouze s oholenou hlavu a přísným pokáním. Pokud však vinu popíral, byl označen za zatvrzelého heretika, odsouzen a upálen. Konrádovou zásadou bylo: upálit spíše sto nevinných než propustit jednoho viníka.
V roce 1233 Konrád obvinil hraběte ze Saynu Jindřicha II., že se účastní satanských orgií. Jindřich se však odvolal ke shromáždění biskupů v Mohuči a to jej shledalo nevinným. Konrád odmítl toto rozhodnutí akceptovat a dožadoval se, aby rozsudek biskupů byl zrušen. Na cestě z Mohuče do Marburku byl inkvizitorův kočár přepaden několika rytíři a Konrád i jeho asistent, františkán Gerhard Lutzelkolb, byli zabiti. Že by útočníci byli najati hrabětem Jindřichem, se neprokázalo.
Krátce nato byl v hesenském městě Friedbergu oběšen Jednooký Jan a před koncem roku 1233 zemřel ve Štrasburku také Konrád Dorso na následky zranění, které mu v hádce uštědřil jistý junker, jehož nařkl z kacířství.

## Odkaz inkvizitora
Po Konrádově smrti jej papež Řehoř IX. prohlásil za ochránce pravé křesťanské víry a nařídil přísné potrestání vrahů. V Německu bylo však přijetí Konrádovy smrti méně jednoznačné a jeho jméno se stalo na dlouhá léta argumentem proti inkvizici. Nejen v Německu. Po staletí se jméno Konráda z Marburku stalo synonymem pro sadismus a temnou stránku historie církve.
Místo, kde byl Konrád zavražděn, Hof Kapelle poblíž Marburku, je označeno kamenem (leží na pozemku soukromé farmy); místní dlouho věřili, že zde straší. Do dnešních dnů je údajně místem konání černých rituálů. Fontána v blízkosti kostela zasvěceného sv. Alžbětě, jedné z prvních obětí Konrádova fanatizmu, bývala završena postavou mnicha, ve kterém místní obyvatelé spatřovali Konráda z Marburku. Studenty z místní univerzity byla pravidelně strhávána. Dnes je socha nahrazena architektonickým ornamentem
Postava Konráda se vyskytuje v dramatu Saint's Tragedy amerického historika a spisovatele Charlese Kingsleye (1819 – 1875) věnovaném sv. Alžbětě. Stal se rovněž hrdinou populárního francouzského komiksu Třetí testament (Le Troisieme Testament) autorů Xaviera Dorisona a Alexe Alice.